# شمن‌گرایی سامی

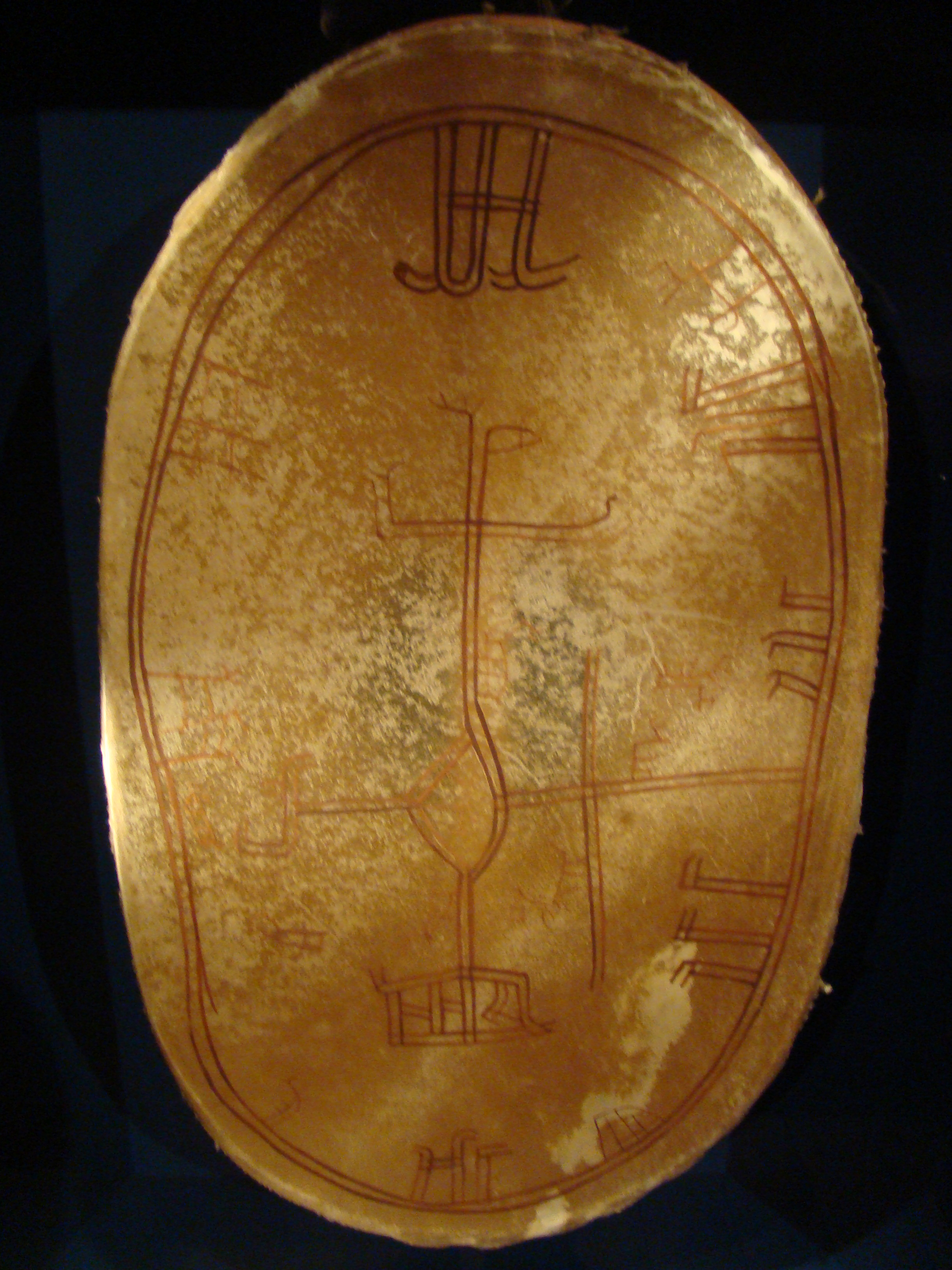
طبل سامی

اعمال و باورهای معنوی سنتی سامی بر اساس نوعی جاندارانگاری، چندخداپرستی و آنچه انسان‌شناسان ممکن است شمن‌گرایی در نظر بگیرند، بنا شده‌اند. سنت‌های مذهبی می‌توانند از منطقه‌ای به منطقه دیگر در لاپ‌لند به طور قابل توجهی متفاوت باشند.
دین سنتی سامی عموماً جاندارانگاری در نظر گرفته می‌شود. اعتقاد سامی‌ها مبنی بر این است که همه اشیاء طبیعی مهم (مانند حیوانات، گیاهان، سنگ‌ها و غیره) دارای روح هستند و از دیدگاه چندخداپرستی، باورهای سنتی سامی شامل ارواح متعددی است. باورها و رسوم سنتی سامی معمولاً بر نیاپرستی و ارواح حیوانات تأکید دارد. ارتباط با حیوانات محلی که از مردم حمایت می‌کنند، مانند گوزن شمالی، برای گروه خویشاوندی بسیار مهم است.

## خدایان و ارواح حیوانات
گذشته از خرس‌پرستی، ارواح حیوانات دیگری مانند هالدی وجود دارند که از طبیعت مراقبت می‌کنند. برخی از مردم سامی خدای رعد و برق به نام هوراگالس دارند. رانا نیژتا "دختر زمین سبز و حاصلخیز" است. نماد درخت جهانی یا ستون، که به ستاره شمالی می‌رسد نیز ممکن است وجود داشته باشد. چیزی شبیه به آن چیزی که در اساطیر فنلاندی یافت می‌شود.
لایب اولمای، روح جنگل برخی از مردم سامی، به طور سنتی با حیوانات جنگلی مرتبط است که به عنوان گله‌های او در نظر گرفته می‌شوند و گفته می‌شود که او در شکار خوش‌شانسی یا بدشانسی می‌آورد. لطف او چنان مهم بود که به گفته یک نویسنده، مؤمنان هر صبح و هر عصر برای او دعا می‌کردند و نذورات می‌دادند.

## سیه‌تاها

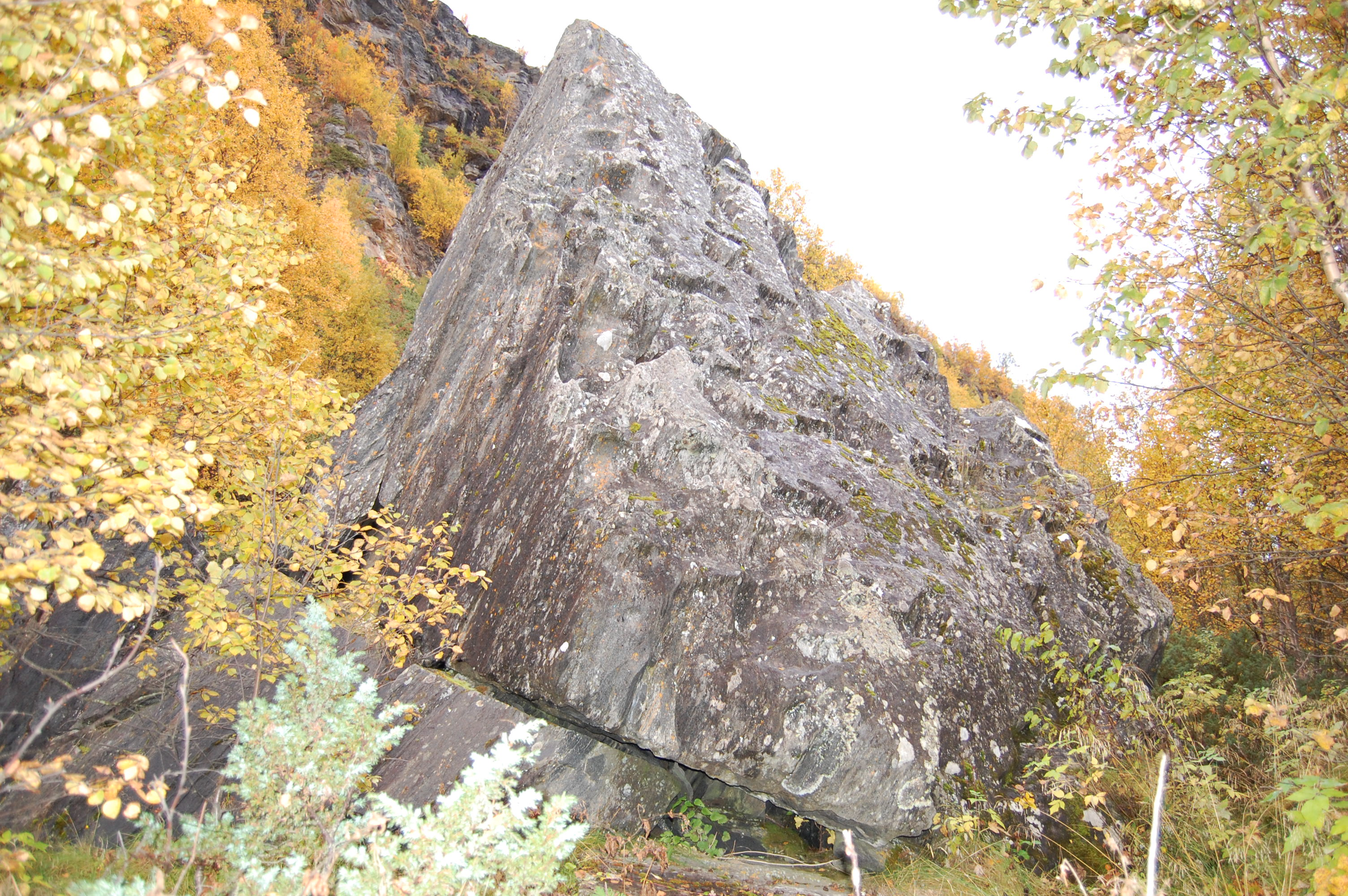
Stabben: سنگی به شکل "سیه‌تا" در شهرداری بولسفیورد

در چشم‌انداز سراسر اسکاندیناوی شمالی، می‌توان سیه‌تا را یافت، مکان‌هایی که اشکال زمینی غیرمعمول و متفاوتی نسبت به حومه اطراف دارند و می‌توان آنها را دارای اهمیت معنوی دانست. هر خانواده یا طایفه‌ای ارواح محلی خود را دارد که برای محافظت و خوشبختی به آنها نذورات می‌دهند. "Storjunkare" گاهی اوقات به عنوان سنگ‌هایی توصیف می‌شوند که شباهتی به انسان یا حیوان دارند و در قله کوه، یا در غار، یا نزدیک رودخانه‌ها و دریاچه‌ها قرار داده می‌شدند. در زمستان با پخش شاخه‌های تازه در زیر آنها و در تابستان با برگ یا علف، به آنها احترام گذاشته می‌شد. "Storjunkare" بر همه حیوانات، ماهی‌ها و پرندگان قدرت داشت و به کسانی که برای آنها شکار یا ماهیگیری می‌کردند، شانس می‌داد. گوزن‌های شمالی به آنها تقدیم می‌شد و هر طایفه و خانواده‌ای تپه قربانی مخصوص به خود را داشت.

## نوآیدی
یک نوآیدی واسطه‌ای بین دنیای انسان‌ها و سایوو، دنیای مردگان، از طرف جامعه است که معمولاً در مراسم از یک طبل سامی و یک فلوت خانگی به نام فادنو استفاده می‌کند.

## نیاکان
یکی از ناسازگارترین عناصر جهان‌بینی سامی‌ها از دیدگاه مبلغان مذهبی، این مفهوم بود که "زنده و مرده به عنوان دو نیمه از یک خانواده در نظر گرفته می‌شدند." سامی‌ها این مفهوم را اساسی می‌دانستند، در حالی که مبلغان مسیحی پروتستان هرگونه امکان ارتباط مردگان با زندگان را کاملاً رد می‌کردند. از آنجایی که این باور فقط یک دین نبود، بلکه گفتگویی زنده با نیاکانشان بود، جامعه آنها همزمان دچار فقر و محرومیت شد.

## فهرست خدایان
دین سامی تا حدودی بین مناطق و قبایل متفاوت است. اگرچه خدایان مشابه هستند، اما نام آنها بین مناطق متفاوت است. خدایان همچنین با هم همپوشانی دارند: در یک منطقه، یک خدا می‌تواند به صورت چندین خدای جداگانه ظاهر شود و در منطقه دیگر، چندین خدا می‌توانند در قالب تنها چند خدا متحد شوند. به دلیل این تغییرات، خدایان می‌توانند تا حدودی با یکدیگر اشتباه گرفته شوند.
خدایان اصلی سامی‌ها به شرح زیر بودند:
- آهکا (āhkká) - گروهی از الهه‌های باروری، از جمله مدراکا (Maderakka)، ساراکا (Sarakka)، یوکساکا (Juksakka) و اوکساکا (Uksakka)
- بئایوی (Beaivi) - الهه خورشید، مادر انسان‌ها. با این حال، در برخی مناطق خورشید مذکر است.
- بیگاگالیز (Bieggagallis) - شوهر الهه خورشید، پدر انسان‌ها
- بیه‌گولمای (Bieggolmai) «مرد بادها» - خدای بادها
- بیه‌جنیه‌ته (Biejjenniejte) - الهه شفا و پزشکی، دختر خورشید، Beaivi
- هواگالس (Horagalles) - خدای رعد. نام او ممکن است به معنای "ثور-انسان" باشد. او همچنین "پدربزرگ"، Bajanolmmai، Dierpmis، Pajonn و Tordöm نامیده می‌شود.

- یابمه آکا (Jabme-akka) - الهه مردگان و معشوقه دنیای زیرین و قلمرو مردگان
- ایپمیل (Ipmil) «خدا» - به عنوان نام بومی برای خدا در مسیحیت (به کلمه مرتبط فنلاندی یومال مراجعه کنید)، همچنین برای رادین-آتیه (Radien-attje) استفاده می‌شود.
- لیه‌آیبولمای (Lieaibolmmai) - خدای شکار و مردان بالغ
- مدر-آتیه (Madder-Attje) - شوهر Maderakka و پدر قبیله. در حالی که همسرش بدن نوزادان را به آنها می‌دهد، او روح آنها را به آنها می‌دهد.

- مانو (Mano)، Manna یا Aske - خدای ماه
- موبپینولمای (Mubpienålmaj) - خدای شر، تحت تأثیر شیطان مسیحی
- رادین-آتیه (Radien-attje) - خالق و خدای والا، خالق جهان و الوهیت اصلی. در دین سامی، او منفعل یا خوابیده است و اغلب در اعمال مذهبی گنجانده نمی‌شود. او روح انسان‌ها را به همراه همسرش آفرید. او همچنین وارالدن اولمای (Waralden Olmai) نامیده می‌شد.
- رائدیه‌کا (Raedieahkka) - همسر خدای والا رادین‌اتجه. او روح انسان‌ها را به همراه همسرش آفرید.

- رانا نیجتا (Rana Niejta) - الهه بهار، دختر رادین‌اتجه و رادین‌اتجه. رانا، به معنی "سبز" یا به طور کلی "بارور"، نامی محبوب برای دختران سامی بود.
- رادین‌پاردنه (Radien-pardne) - پسر رادین‌اتجه و رادین‌اتجه. او به عنوان نماینده پدر منفعل خود عمل می‌کند، وظایف او را انجام می‌دهد و اراده او را اجرا می‌کند.
- روئوهتا (Ruohtta) - خدای بیماری و مرگ. او سوار بر اسب به تصویر کشیده شده است. * استالو (Stallo) - غول‌های آدمخوار ترسناک بیابان
- تیائتسیه‌اولمای (Tjaetsieålmaj) - "مرد آب"، خدای آب، دریاچه‌ها و ماهیگیری